# Platylomalus acisternus
Platylomalus acisternus är en skalbaggsart som först beskrevs av Desbordes 1914.  Platylomalus acisternus ingår i släktet Platylomalus och familjen stumpbaggar. Inga underarter finns listade i Catalogue of Life.